# Cultura di Černoles

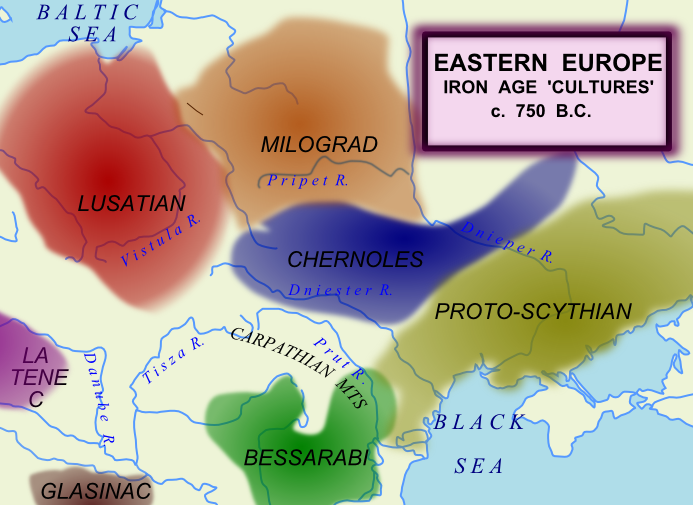
La cultura di Chernoles è evidenziata in blu

La cultura di Černoles (o cultura della Foresta nera ) è una cultura archeologica dell'età del ferro. Si diffuse in un territorio compreso tra il fiume Dnestr e il fiume Dnepr, nella Foresta nera dell'Oblast' di Kirovohrad (Ucraina centrale), nell'area in cui Erodoto situa gli Sciti agricoltori.

## Caratteristiche
Gli insediamenti erano sia aperti che fortificati e gli scavi hanno rinvenuto asce in pietra e bronzo, armi, ornamenti in bronzo e strumenti in ferro. L'economia si basava principalmente sull'agricoltura e l'allevamento. Sono attestati contatti con gli Sciti nomadi, i Traci e i Greci delle colonie del Mar Nero.
I defunti venivano sia inumati sotto un tumulo che cremati in campi di urne (pratica che prevale nel periodo tardo).